# Кариан (усадьба)
Кариа́н, Кариа́н-Стро́ганово, Кариа́н-Загря́жское (прежнее название — Загря́дчина) — историческая усадьба в посёлке Знаменка, Знаменского района Тамбовской области. Возникла в начале XVIII века. В 1812 году в Кариане родилась Наталья Гончарова. Административно находилось в Тамбовском уезде.
Сохранившийся до наших дней усадебный дом занимают учреждения местного значения, в его мезонине располагается музейная экспозиция Знаменского краеведческого музея. На общественных началах сохраняется часть парка Строгановых (ООПТ Знаменский парк культуры и отдыха).

## Загряжские

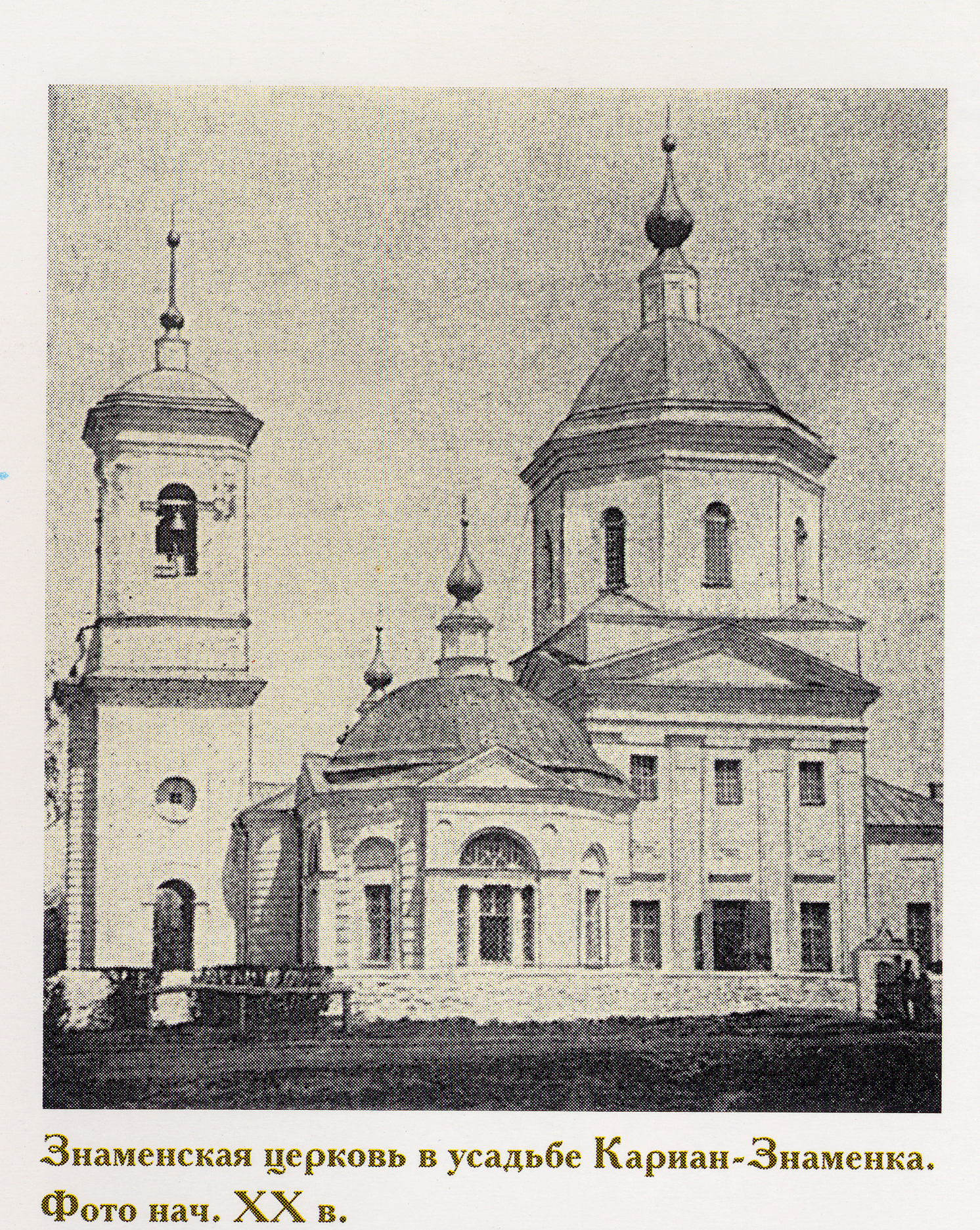
Знаменская церковь в Кариане. Фото начала XX века

Усадьба Кариан первоначально названа по реке Кариан, в верховье которой оно находится. По традиции к названию усадьбы присоединялось имя владельца. Первыми хозяевами усадьбы были представители рода Загряжских. В начале XVIII века земля у слияния рек Кариана и Цны, в 37 верстах от города Тамбова, пожалована генерал-поручику Артемию Григорьевичу Загряжскому, который перевёл сюда, по данным ревизской сказки, около 500 душ крестьян и дворцовой прислуги. В 1754 году, после смерти А. Г. Загряжского, имение Кариан, вероятно, унаследовали оба его сына — Александр и Николай.
Вместо сгоревшей сельской деревянной Покровской церкви в 1743—1745 годах на площади перед барским домом и парком по заказу Александра Артемьевича Загряжского была построена одна из первых в Тамбовской губернии каменная церковь, посвящённая иконе Божией Матери «Знамение». По этой церкви село получило название Знаменское (сейчас — Знаменка). Постройка была выполнена по распространённой в то время схеме «восьмерик на четверике». Легенды, связывающие с созданием Знаменской церкви имена В. Растрелли и В. Баженова, не имеют под собой никакой реальной почвы. Возможно, что церковь в Кариане и церковь в ещё одном поместье Загряжских — Яропольце — строил один и тот же архитектор. В конце XVIII века к храму были добавлены два придела — святого Николая Чудотворца и святой мученицы Александры известен по фотографиям начала XX века.
Сведений о том, какие здания входили в усадебный комплекс во второй половине XVIII века, не сохранилось. Господский дом в последующие годы перестраивался много раз. Это большой одноэтажный дом, комнаты в котором, судя по всему, были расположены анфиладой, с высоким подвалом, где находились служебные помещения и жили слуги. Стена парадной залы овальной формы выступает в сад, над центральной частью дома находится мезонин. Купольное перекрытие залы было выполнено из дерева без использования гвоздей. Фасады, видимо, позднее переделывались и в настоящее время выглядят весьма просто.
После Александра Артемьевича имение перешло к его старшему сыну Ивану Александровичу Загряжскому (ум. 1807). В 1806 году Иван Александрович под залог Кариан-Загряжского получил в дворянской опеке 21 000 рублей. Известно, что унаследовавший имение его сын Александр к марту 1812 года смог выплатить лишь четверть долга. При Александре Ивановиче велись работы по перестройке усадебного дома и церкви. Во время Отечественной войны 1812 года Николай Афанасьевич Гончаров, служивший в то время при гражданском губернаторе в Калуге, вывез из Полотняного Завода, рядом с которым велись боевые действия, свою беременную жену и детей в тамбовское имение шурина. В Кариан-Загряжском Наталья Ивановна Гончарова родила 27 августа (8 сентября по новому стилю) 1812 года дочь Наталью — будущую жену А. С. Пушкина. Девочка, вероятно, была крещена в Знаменской церкви. Гончаровы жили в Кариане до августа 1813 года.
В 1813 году, после тяжёлого ранения в сражении с наполеоновскими войсками, Александр Иванович скончался и был похоронен в Знаменской церкви рядом с родителями. На этом мужская линия рода Загряжских пресеклась, и владение имением перешло к дочерям Ивана Александровича — Екатерине (1779—1842) и Софье (1778—1851). Софья Ивановна, вышедшая в 1813 году замуж за графа Ксавье де Местра, с середины 20-х годов до 1839 года жила вместе с мужем за границей. Вместе с Карианом сёстры унаследовали и лежащий на нём долг, выросший к тому времени до 80 000 рублей. Екатерина в конце 1813 года обращалась к императрице с просьбой об отсрочке платежей по долгам на 12 лет.
В 1823 году Екатерина Ивановна составила завещание, по которому всё имущество получала сестра Софья. Софья Ивановна после смерти сестры управляла имением самостоятельно, без участия мужа. Она не бывала в имении лично, решая все вопросы через управляющего. Большая часть земельных угодий сдавалась в аренду. Кариан по-прежнему находился в упадке, сумма долга увеличивалась, однако графиня не оставляла благотворительной деятельности. Так, она помогала Покровскому Девичьему монастырю и на свои средства содержала в Детском приюте принца Ольденбургского брата и сестру Рожковых. В 1846 году Софья Ивановна дала вольную дворовым Кариана.
Перед своей смертью графиня де Местр завещала имение вместе со всем состоянием двоюродному племяннику — Сергею Григорьевичу Строганову (его отец, Григорий Александрович Строганов, являлся сыном родной сестры Ивана Александровича Загряжского — Елизаветы).

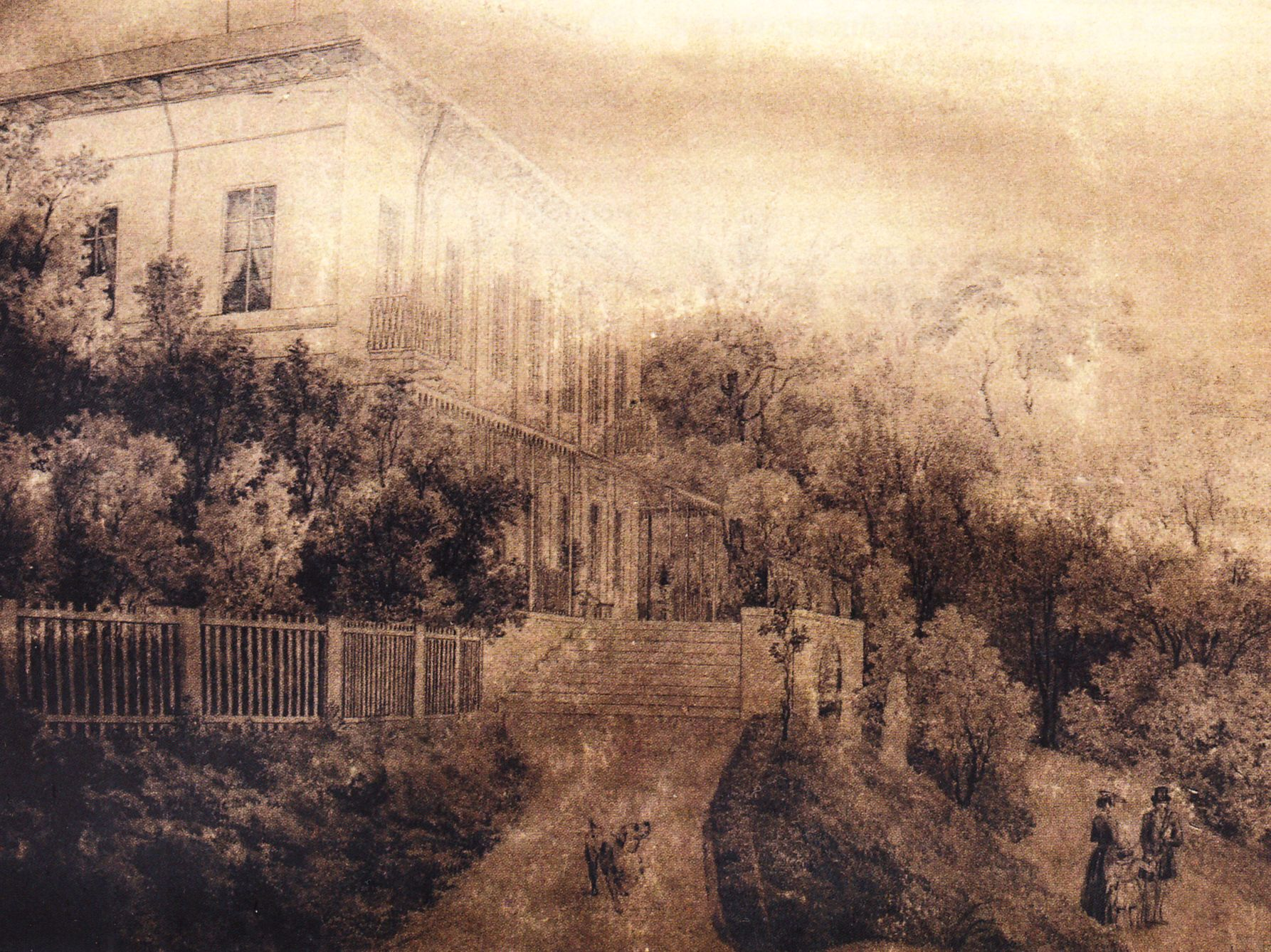
Фасад дома в имении Знаменское-Кариан.
Неизвестный художник. 2-я половина XIX века.

## Строгановы
Сергей Григорьевич Строганов вступил в права наследника 1 октября 1851 года с обязательством выплачивать 6% годовых с капитала овдовевшему Ксавье де Местру. Со смертью в июле 1852 года графа де Местра наследство Загряжских полностью перешло к Строгановым. Сергей Григорьевич выплатил отступные за отчуждение от наследства Гончаровым, претендовавшим на имение, и уплатил долги, лежащие на нём. В апреле 1859 года он передал Знаменское своему сыну Павлу Сергеевичу «в вечное и потомственное пользование».
Во владении Павла Сергеевича находилось почти 24 тысячи десятин земли — целинная ковыльная степь, пашня, сенокосные луга, пастбища, лесные угодья; из них 17 тысяч сдавалось в аренду. На оставшейся части по передовой агрономической науке велось собственное хозяйство. Организационно имение было разделено на девять хуторов, каждый управлялся своим приказчиком. Деятельность их осуществлялась в соответствии с планом, который составлялся на целый год и утверждался владельцем..
При новом владельце был отремонтирован двухэтажный барский дом, возведено каменное ограждение, остатки которого сохранились до наших дней, благоустроен пришедший в запустение парк. Для реставрации и росписи Знаменской церкви Строганов пригласил мастеров из столицы. По сохранившимся местным преданиям, оформление церкви воссоздавало интерьеры Исаакиевского собора — храма, где был крещён владелец имения.
Граф выделил средства на постройку церковно-приходской школы. Кроме школы Строганов содержал аптеку, приёмный покой богадельни, столовые для рабочих.
В 1864 году был основан конный завод, на котором разводились рысистые породы (скакуны брали призы на бегах в столице) и велась работа по улучшению породы крестьянских лошадей. В имении работали полотняный и винокуренный заводы, оборудованные механизмами с керосиновыми двигателями.
В 1894 году на деньги, выделенные Строгановым, на ветке Рязано-Уральской железной дороги в шести километрах от 3наменки была построена железнодорожная станция «Кариан-Строганово». В июне 1896 года были электрифицированы усадебный дом, все служебные помещения и церковь. Тогда же в Знаменском появился телефон.
В 1899 году при Знаменской школе Строганов открыл общественную читальню. Владелец усадьбы коллекционировал старинные книги и рукописи, собирал живопись. Он был одним из немногих русских коллекционеров, обративших внимание на произведения ранних итальянских художников.
В особняке Знаменской усадьбы находилась часть коллекции Строганова: собрание картин российских живописцев: И. Айвазовского, А. Боголюбова, В. Боровиковского, К. Брюллова, Ф. Васильева, М. Клодта; а также западноевропейских: Скорела, Тенирса, Фрагонара. В Знаменском провёл лето 1869 года Фёдор Васильев, которому Строганов оказывал особое внимание. Окрестности Кариан-Знаменки запечатлены художником в картинах «Деревня», «Мокрый луг», «После дождя».
П. Строганов умер в 1911 году, не оставив прямых наследников. Имение перешло к сыну племянницы Павла Сергеевича князю Г. А. Щербатову (1898—1976). Опекун малолетнего князя, А. Г. Щербатов почти сразу после смерти Строганова взял ссуду в Тамбовском дворянском земельном банке в размере 300 тысяч рублей. Но вскоре грянула революция.

## Имение после революции
После  революции художественная коллекция Строганова была разрознена: некоторые картины попали в крупные музеи, а бо́льшая часть направлена в Тамбовскую картинную галерею. Было предпринято несколько неудачных попыток создать на базе усадьбы музей. На основе хозяйства усадьбы  был создан Знаменский совхоз; в 1922 году расстроенное хозяйство было передано в аренду пороховому заводу для организации подсобного хозяйства; в 1923 году усадебные строение были розданы различным учреждениям; в 1944 году появилось решение Тамбовского облисполкома о передаче усадьбы детской колонии УНК НКВД.
Трапезная Знаменской церкви, закрытой в конце 1920-х годов, была взорвана в 1940 году; в 1946 году уничтожен сам храм. Сохранилась только полуразрушенная церковная колокольня, по состоянию на 2007 год она использовалась как водонапорная башня. На территории парка были возведены современные постройки, в том числе здание школы в середине 1980-х годов.

## Праздник Первоцвета
Старинный парк усадьбы Кариан известен уникальным природным явлением. В апреле месяце здесь распускаются миллионы цветков пролески сибирской (лат. Scilla siberica), образуя огромный живой ковёр дивной красоты. К этому моменту приурочен Праздник Первоцвета, который ежегодно посещают сотни туристов. Для них организованы различные мастер-классы, выставки и, конечно же, Цветочный Фестиваль.

## Галерея

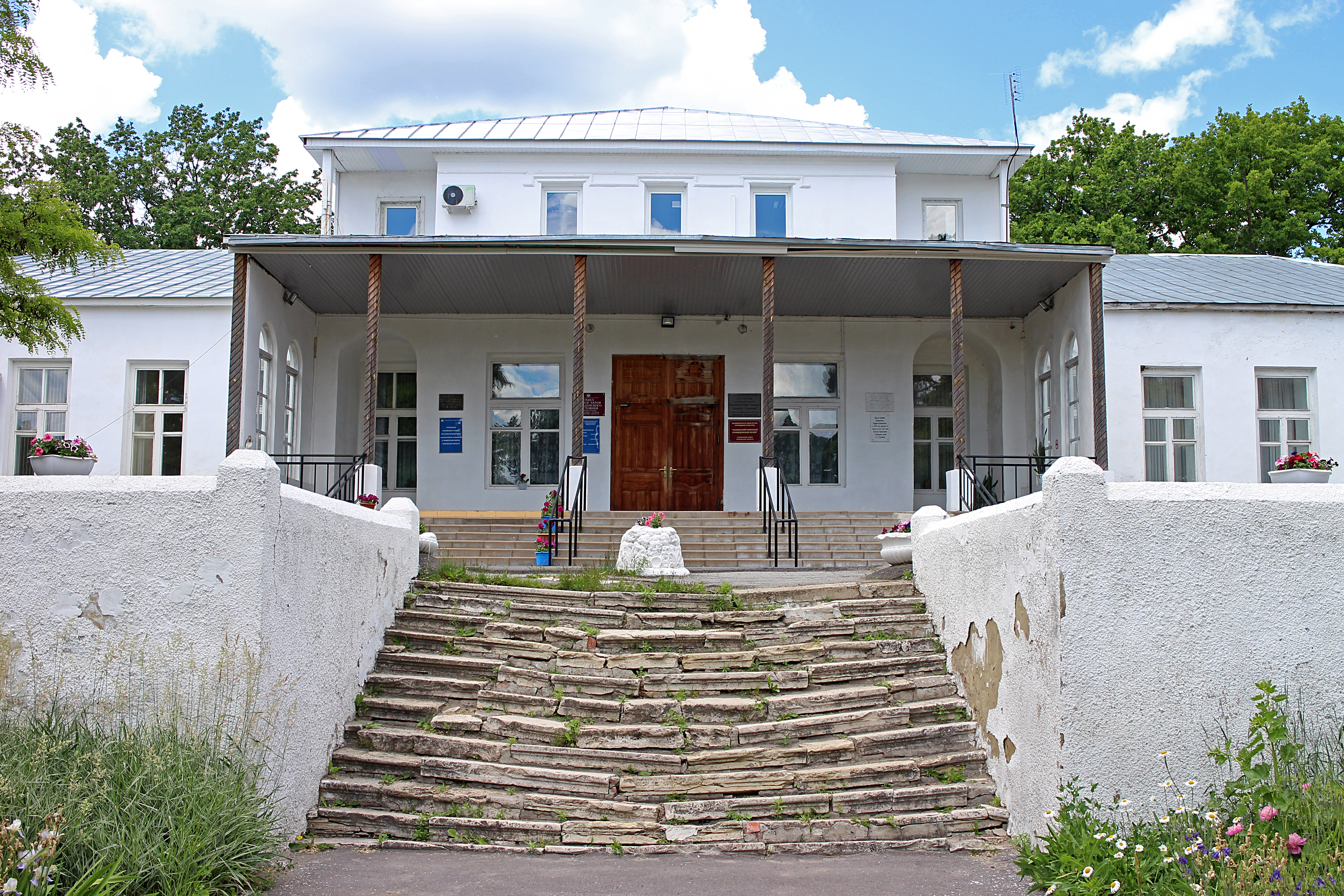
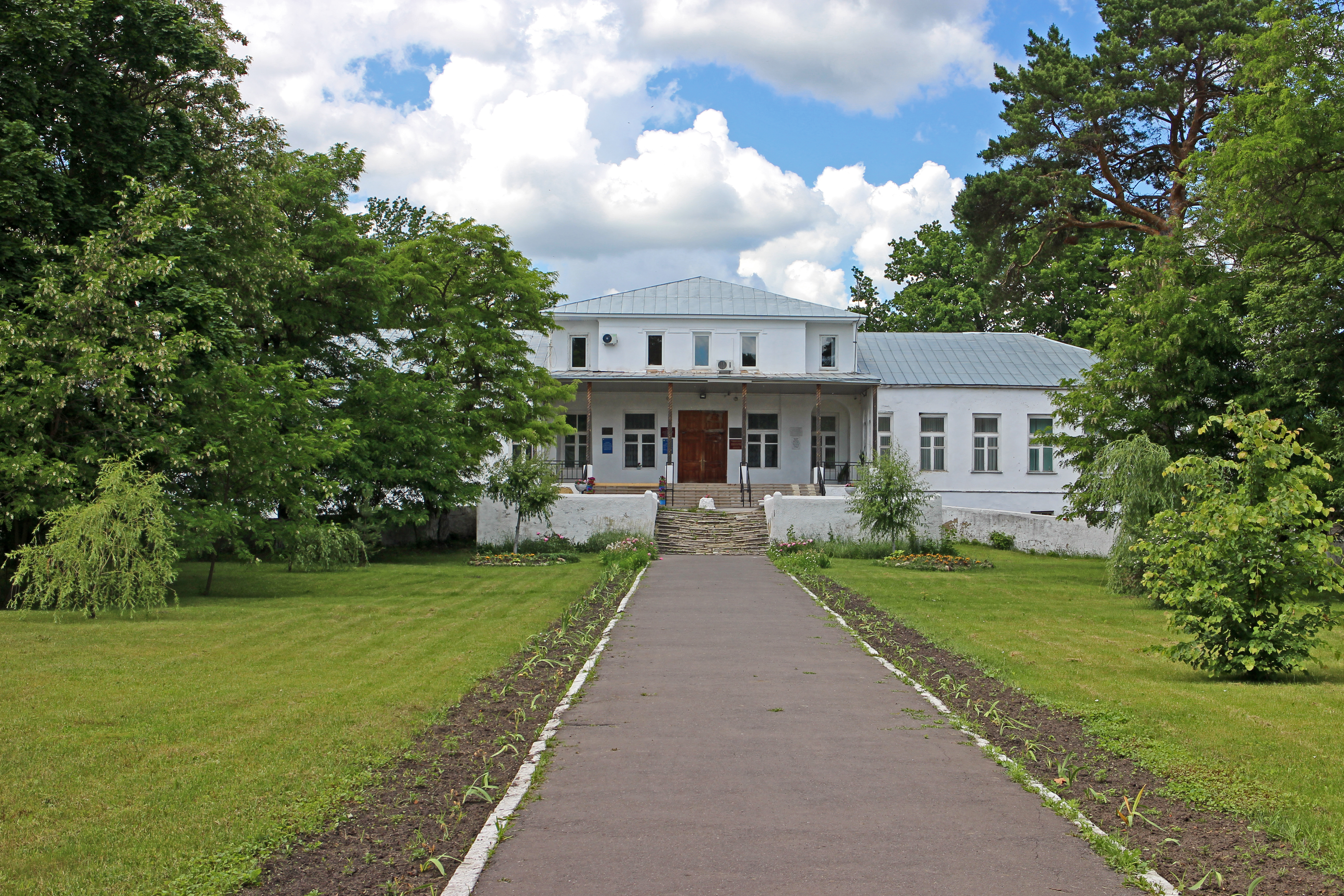
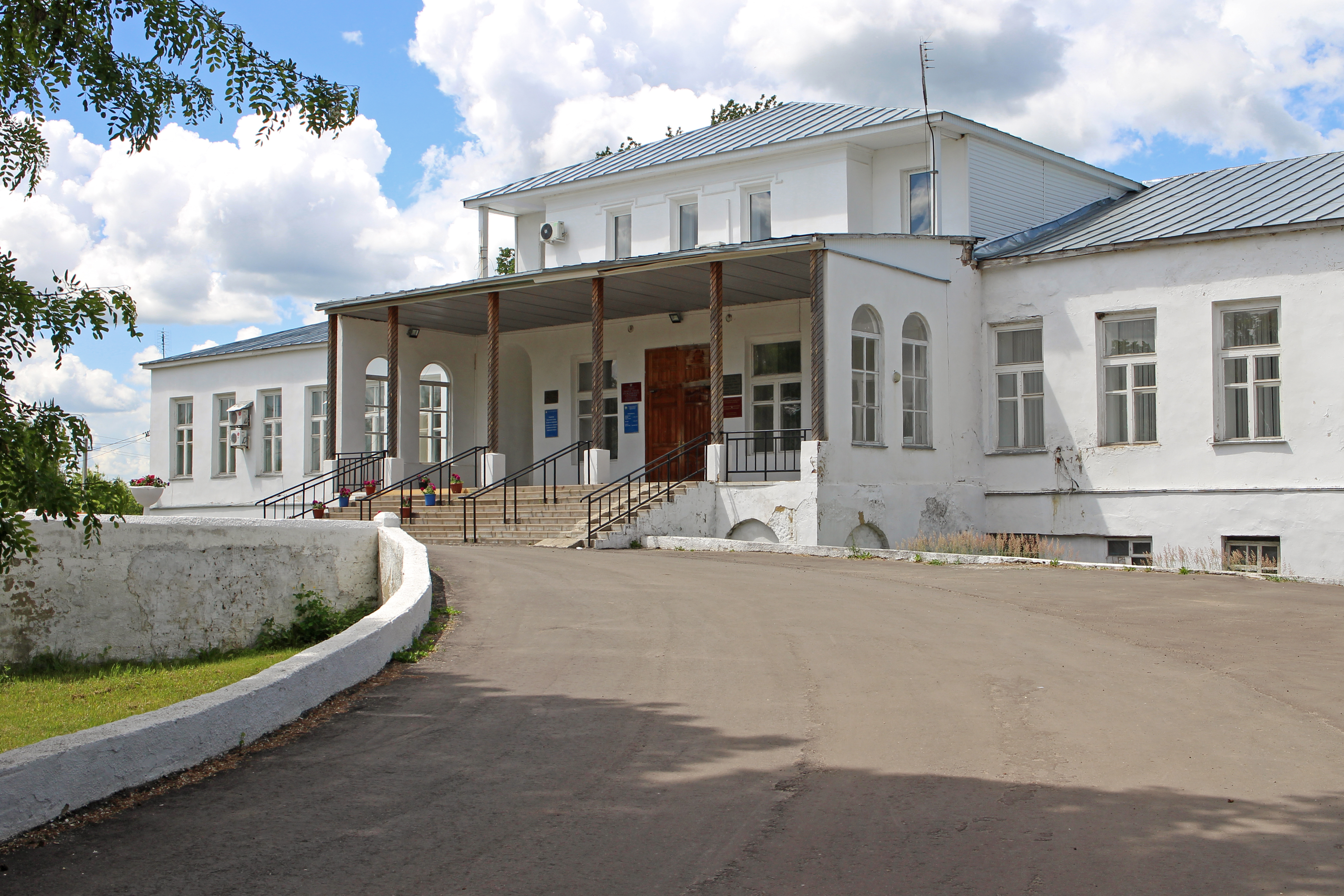

## Комментарии
1. ↑  Известно, что в 1770-х годах Карианом владел Николай Артемьевич, но именно его брат Александр в своё время заказал постройку церкви Знамения[1]. Судя по сохранившимся письмам, Александр Артемьевич проводил в Кариане много времени. Возможно, что позднее в усадьбе жил его младший брат, Александр Артемьевич же обосновался в Яропольце.
2. ↑  Сводный брат Натальи Ивановны Гончаровой, урождённой Загряжской, матери жены А. С. Пушкина.
3. ↑  Запись о крещении не сохранилась.
4. ↑  В обход сводной сестры Натальи Ивановны Гончаровой, отношения с которой были испорчены при разделе наследств, полученных от брата и дяди, Николая Александровича Загряжского. Недвижимое имущество между Екатериной и Софьей поделено не было. В последний раз Наталья Ивановна и Екатерина Ивановна виделись в марте 1837 года в Полотняном Заводе, куда Загряжская сопровождала овдовевшую Наталью Николаевну Пушкину. Здесь между сёстрами, видимо, произошёл окончательный разрыв. Специальной надписью от 11 декабря 1837 года Екатерина Ивановна подтвердила, что всё своё имущество оставляет Софье де Местр[11].
5. ↑  «…родовое имение, состояние, состоящее из 3390 душ в разных губерниях»[12].